# Dienten am Hochkönig
Dienten am Hochkönig – gmina w Austrii, w kraju związkowym Salzburg, w powiecie Zell am See. Liczy 763 mieszkańców (1 stycznia 2015).
Głównym zabytkiem gminy jest kościół św. Mikołaja, konsekrowany w 1505.